# Gammeluddshemmet

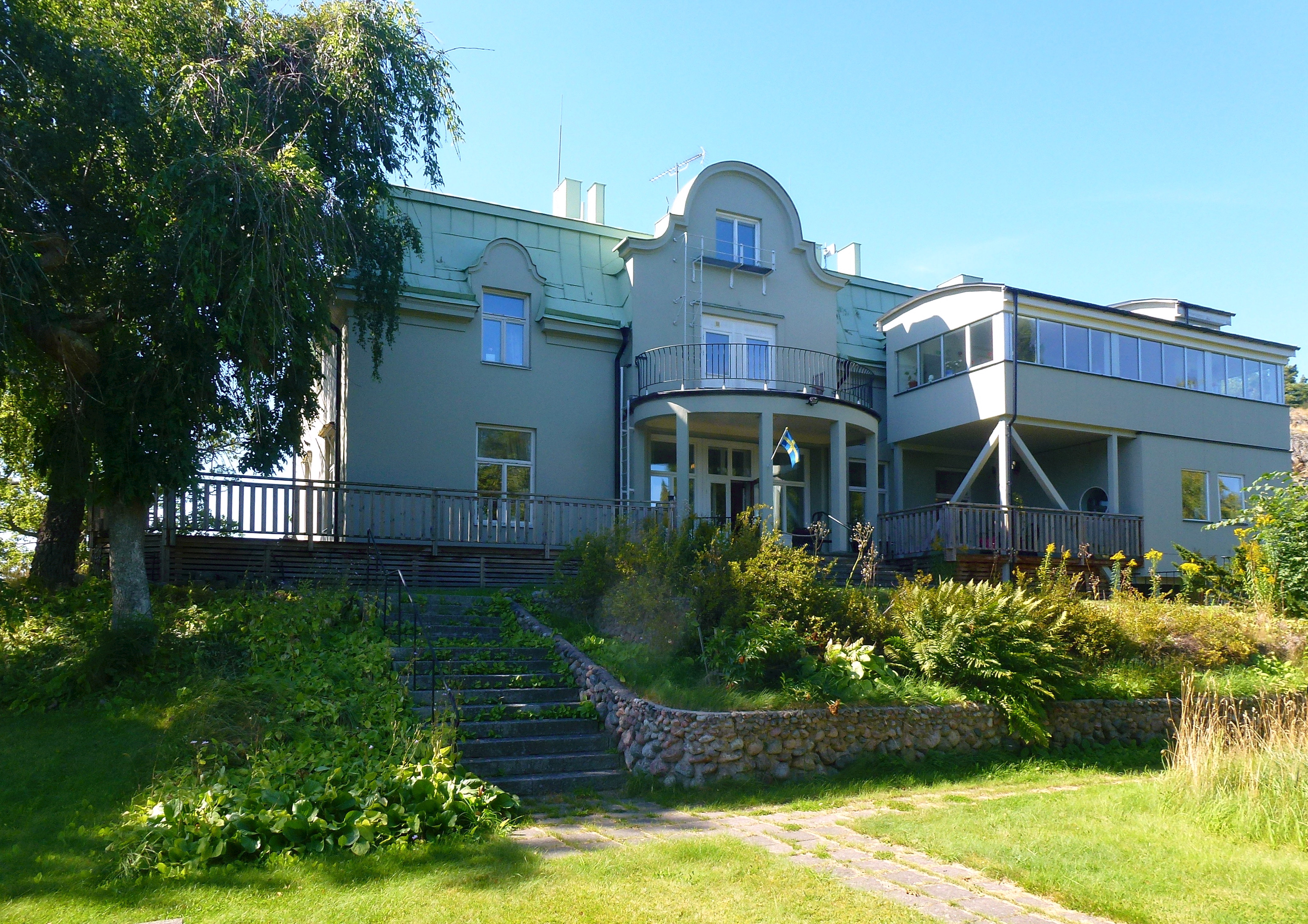
Gammeluddshemmets ursprungsbyggnad, Villa Schnell, 2015.

Gammeluddshemmet är ett privat sjukhem beläget på Gammeluddsvägen 51 vid Lännerstasundet i Lännersta, Nacka kommun. Ursprungshuset är en sommarvilla som 1910 byggdes för grosshandlaren Sanfrid Schnell. 

## Historik

### Villa Schnell

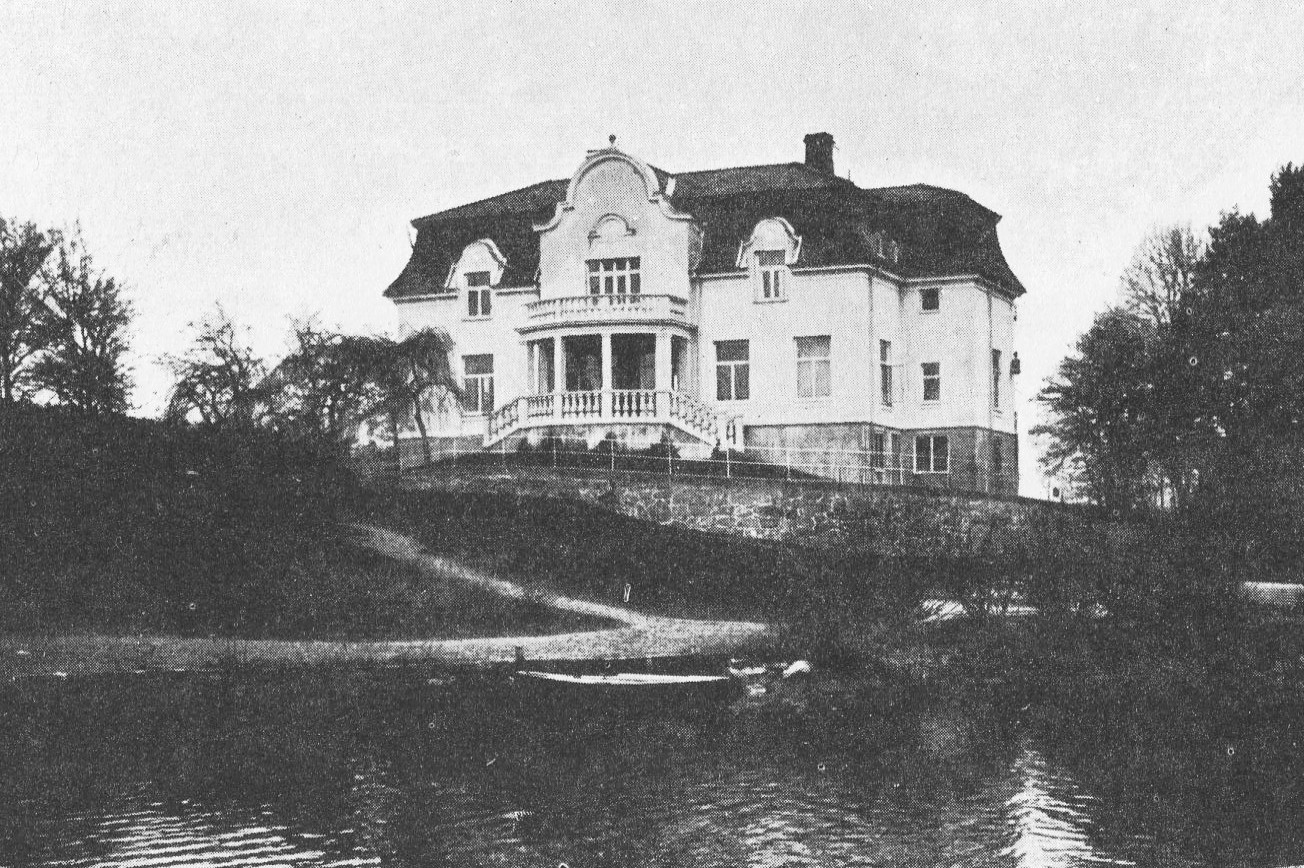
Villa Schnell 1911.

I början på 1800-talet beboddes Gammeludden av smeder som betjänade sjöfarten. Här ligger den viktiga passagen genom Baggenstäket. På 1800-talets mitt ägdes Gammeludden av chefen för Riksbankens sedeltryckeri, Carl Axel Nyman, som lät uppföra sin sommarvilla här. Egendomen såldes 1885 för 37 000 kronor till grosshandlaren i sko- och läderbranschen Otto Sanfrid Schnell (1858-1926). Han var efter 1885 verkställande direktör och delägare i företaget Carl Schnell & Co vilket grundades 1868 av Carl Johan Schnell (se Villa Schnell, Djursholm). Nymans sommarvilla revs 1910 och istället lät Schnell bygga nuvarande villan, som är ett pustat stenhus i 1½ våningar, formgivet i nybarock. Arkitekten är okänd.

### Semester- och sjukhem

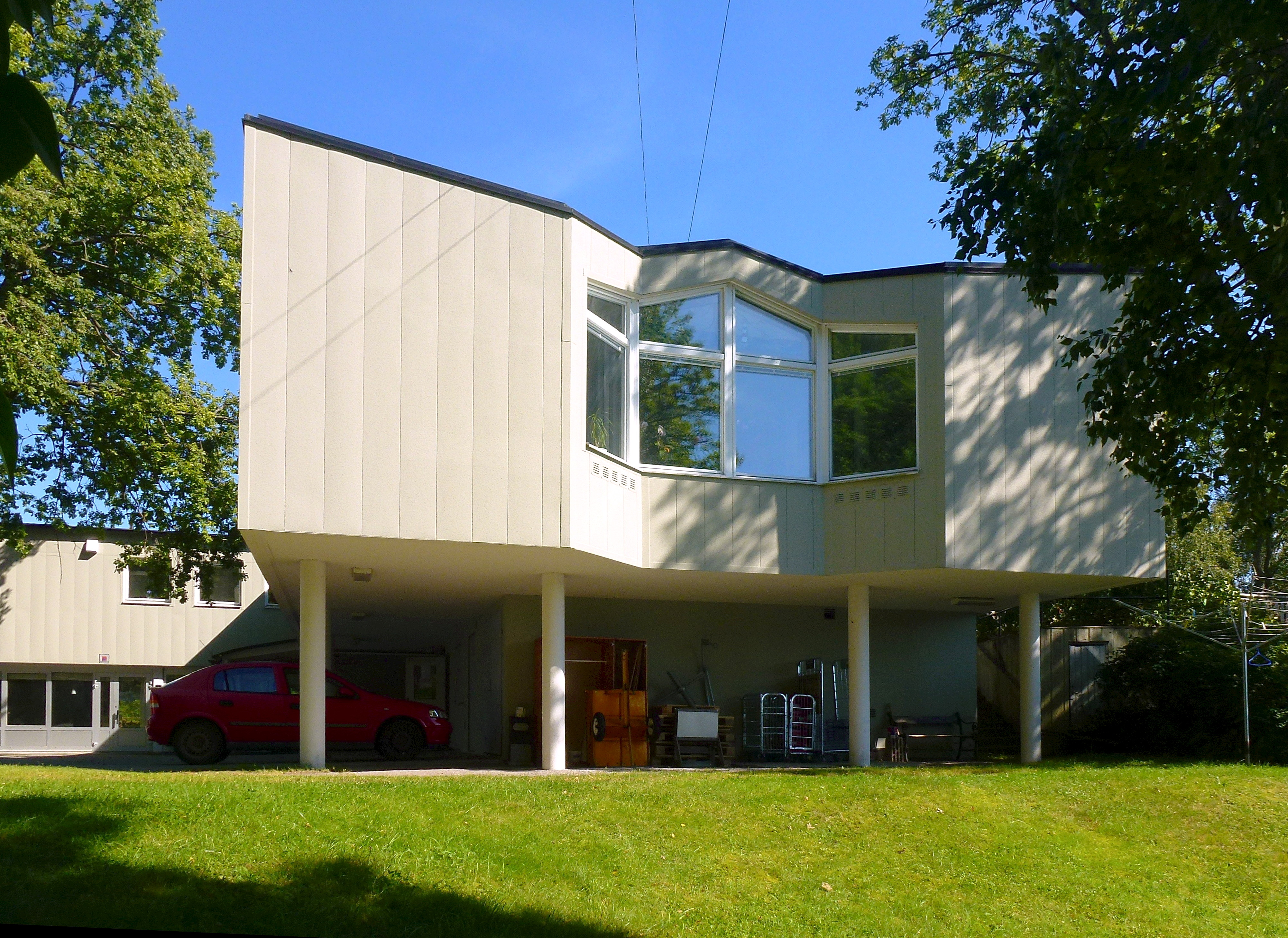
Gammeluddshemmets tillbyggnad ritad av arkitekt Olof Thunström 1957.

Efter Sanfrid Schnells död 1926 inrättade hans änka ett semesterhem för Stockholms läns Husmodersförening i den stora villan. År 1948 förvärvades villan av Stockholms läns landsting som inrättade ett konvalescenthem i byggnaden. I slutet av 1950-talet uppfördes en stor tillbyggnad i vinkel efter ritningar av arkitekt Olof Thunström. Schnells villa blev huvudbyggnad, integrerad i tillbyggnaden.
År 1994 köptes fastigheten av Eva och Bernt Egserius som sedan dess driver Gammeluddshemmet. Det är ett sjuk- och rehabiliteringshem med 28 platser varav 9 för personer med demenssjukdom. Det finns planer på att bygga till Gammeluddshemmet med en ny demensavdelning. Planerna har väckt kritik.